# Dionomelia hennigi
Dionomelia hennigi là một loài ruồi trong họ Tachinidae.